# Бухта Свиней
Бухта Свиней або Кочінос (ісп. Bahía de Cochinos — «затока свиней») — бухта в провінції Матансас на південному узбережжі Куби. З 1910 належала до провінції Санта-Клара, в 1961 відійшла до провінції Вілья-Клара, а після реформи 1976 року, коли початкові шість провінцій Куби реорганізовано в 14 нових провінцій, належить до провінції Матансас. Популярне місце рекреаційного дайвінгу. Занурення здійснюються як у відкритому морі, так і в сенотах.
Бухта Свиней розташована за 30 км на південь від міста Хагуей-Гранде, за 75 км на захід від міста Сьєнфуегоса і за 150 км на південний схід від Гавани. На західному боці бухти розташовані коралові рифи, що обмежують болото Сапата (частина однойменного півострова). На східному узбережжі бухти пролягають мангрові зарості та великі болота.
Походження іспанської назви бухти Bahía de Cochinos, ймовірно, пов'язане не зі «свиньми» (ісп. cochinos), а з іспанською назвою атлантичної риби кочіно (лат. Balistes vetula, ісп. Cochino). Біля північного краю бухти розташоване село Буена-Вентура, і за 35 км на південний схід від неї, біля містечка Хірон, названого на честь відомого французького пірата, розташований однойменний пляж і село Плая-Хірон.
Бухта історично відома як місце невдалої операції в затоці Свиней 1961 року — військової операції, підготовленої урядом США з метою повалення уряду Фіделя Кастро.